# Valorisation de sous-produits alimentaires
La valorisation de sous-produits alimentaires est la transformation de résidus ou de sous-produits de l'industrie alimentaire en vue de les réintroduire sur le marché à titre de nouveaux ingrédients ou comme nouveaux produits, afin de limiter le gaspillage.
La valorisation de sous-produits et de résidus agroalimentaires représente une option économique attrayante pour les entreprises, puisqu'elle permet de réduire ou éliminer leurs coûts de disposition des résidus, tout en générant un deuxième revenu.

## Définitions
La législation de l'union européenne considère comme déchets alimentaires les denrées alimentaires  devenues déchets.
La législation de l'union européenne considère qu’une substance ou un objet issu d’un processus de production dont
le but n’est pas de produire ladite substance peut être considéré comme un sous-produit plutôt qu'un déchet lorsque sont réunies diverses conditions:
1. utilisation certaine du-sou-produit
2. utilisation sans traitement supplémentaire
3. partie intégrante du processus de production; et
4. utilisation ultérieure légale.

## Liste d'entreprises œuvrant en valorisation alimentaire
- Cintech agroalimentaire : solutions de valorisation, innovation, recherche et développement (R&D), diagnostic qualité, évaluation de durée de conservation de produits, tests consommateurs, étiquetage nutritionnel, élaboration de recettes promotionnelles, etc.
- Prorec : récupération de produits alimentaires pour alimentation animale